# Lac Minto
Lac Minto är en sjö i Kanada. Den ligger i regionen Nord-du-Québec i provinsen Québec, i den östra delen av landet. Lac Minto ligger 168 meter över havet och arean är 761 kvadratkilometer. Sjön namngavs 1898 för att hedra Gilbert Elliot-Murray-Kynynmound, 4:e earl av Minto.
Trakten runt Lac Minto är nära nog obefolkad, med mindre än två invånare per kvadratkilometer.